# Gare de Berlin-Wittenau (Wilhelmsruher Damm)
La gare de Berlin-Wittenau (Wilhelmsruher Damm) est une gare du chemin de fer du Nord de Berlin dans le quartier berlinois de Wittenau. La gare, ouverte en 1877 sous le nom de Dalldorf, change plusieurs fois de nom au cours de l'histoire. Sur le plan opérationnel, il ne s'agit désormais que d'un arrêt et est desservi par les lignes S1 et S85 du S-Bahn de Berlin .
La station de U-Bahn de Berlin, située à la sortie sud de la station de S-Bahn, est desservie par la ligne U8. Elle se trouve sous le Wilhelmsruher Damm, qui donne également son nom au nom de la station.
Le bâtiment d'entrée d'origine de la gare de l'Oranienburger Straße avec son hall de réception et la partie historique du quai sont des bâtiments classés .

## Localisation et nom
La gare est située dans la partie nord du quartier de Wittenau, dans l'arrondissement de Reinickendorf, au nord de Berlin, au sud-ouest du Märkischesviertel. L'accès d'origine se trouve au nord-ouest de la gare depuis la Bahnhofsplatz sur Oranienburger Straße. En 1984, la plate-forme est étendue au sud-est jusqu'à Wilhelmsruher Damm et un accès y est également aménagé. Lors de son ouverture, la gare s'appelle simplement Dalldorf, d'après le nom alors de la ville de Wittenau. Après l'ouverture du ligne de Kremmen en 1893, où Dalldorf a également un point d'arrêt (aujourd'hui gare de Berlin-Karl-Bonhoeffer-Nervenklinik (de)), elle s'appelle Dalldorf (Nordbahn) pour la distinguer de la gare là-bas. À la suite du changement de nom de la ville, les gares sont également renommées. La gare s'appelle Wittenau (Nordbahn) depuis 1906 et Wittenau (Nordb) depuis 1911. Elle porte son nom actuel depuis septembre 1994, en l'adaptant au nom de la station de métro. Dans le répertoire d'exploitation, la gare porte l'abréviation BWIN.

## Chemin de fer

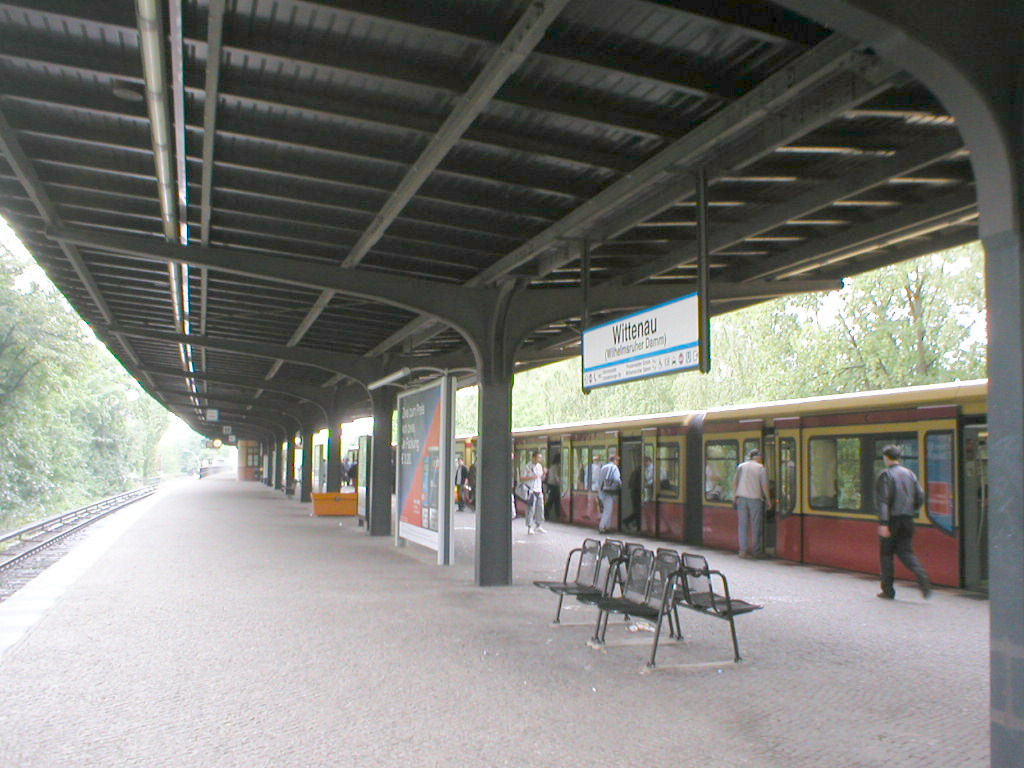
Quai du S-Bahn

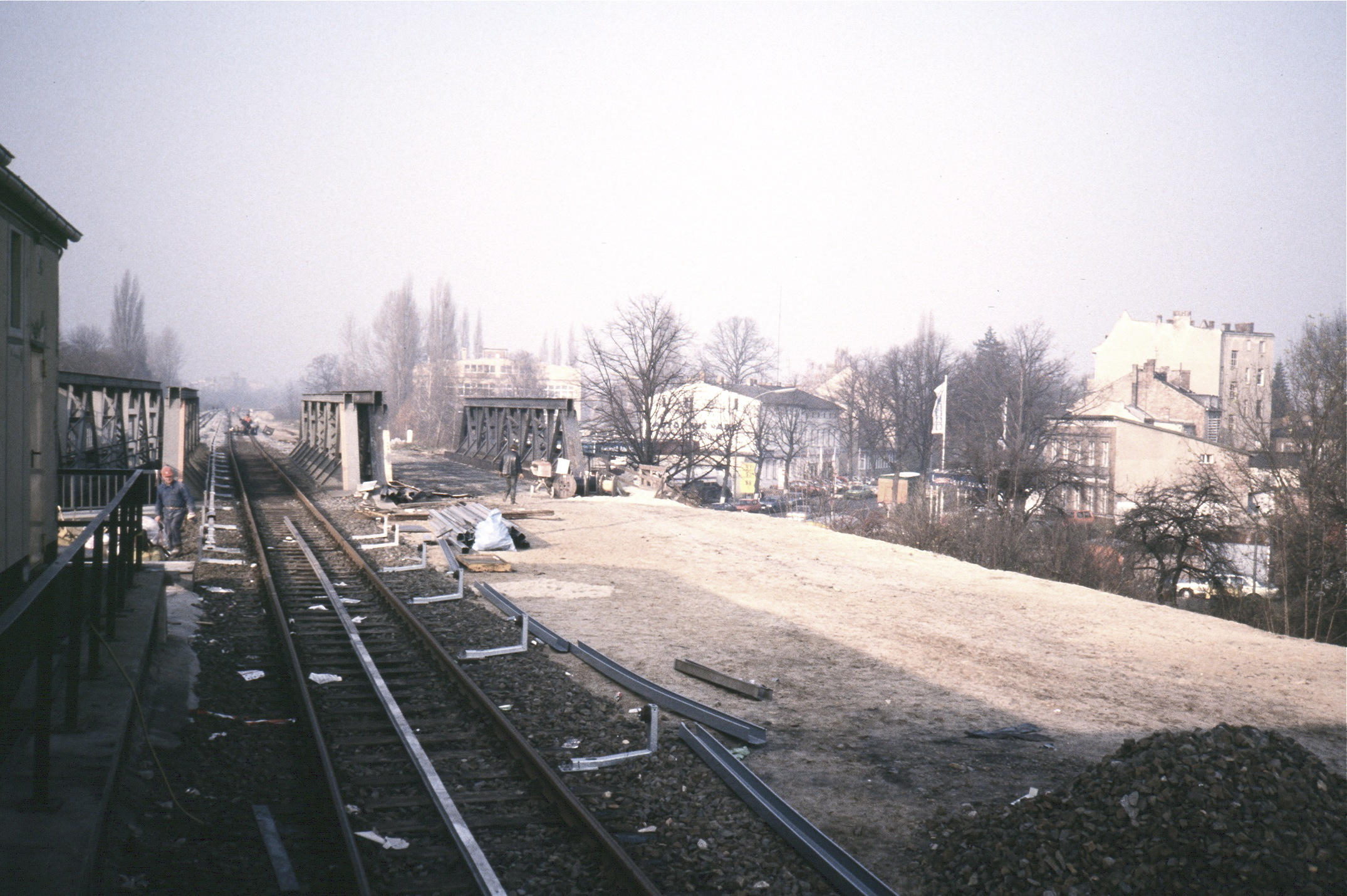
Restauration de la deuxième voie du S-Bahn, 1986

La gare est ouverte sous le nom de Dalldorf (jusqu'en 1905) en même temps que la ligne de chemin de fer, le 10 juillet 1877. À cette époque, la ligne est encore en grande partie à voie unique, et ce n'est qu'en 1891 qu'une deuxième voie de grande ligne est ajoutée. Une deuxième paire de voies est ajoutée en 1912 afin de séparer le trafic longue distance du trafic de banlieue. Les voies de banlieue sont finalement électrifiées en 1925, devenant la deuxième ligne de la région de Berlin à être équipée de rails conducteurs, et le S-Bahn fait son apparition. Après la Seconde Guerre mondiale, le tracé, y compris la gare, est réduit d'une voie chacun. Il n'y a pas d'alternative pour traverser les trains ; une seule gare est installée plus loin, à la gare de Waidmannslust. En raison du boycott du S-Bahn à la suite de la construction du mur, de nombreux passagers potentiels évitent le S-Bahn et optent pour le transport BVG. La Reichsbahn en activité maintient l'itinéraire et ses installations, mais aucun investissement majeur n'est réalisé.
Avec la reprise des droits d'exploitation du S-Bahn à Berlin-Ouest par le Sénat le 9 janvier 1984, la ligne est immédiatement fermée, ne serait-ce que pour le moment. Après les protestations des associations de passagers, la même année, le 1er octobre 1984, la ligne entre Gesundbrunnen et Frohnau est à nouveau utilisée. Afin d'augmenter la capacité de la section nord, celle-ci est également doublée en 1986, donnant ainsi à Wittenau sa deuxième voie. La section au nord de Waidmannslust est à nouveau temporairement fermée en 1985. Pendant ce temps, le quai, qui est prolongé vers le sud, reçoit également une sortie vers Wilhelmsruher Damm afin de permettre les transferts vers les bus en direction du Märkischesviertel ainsi que vers le métro, ce qui est encore prévu à l'époque. À peu près au même moment, des discussions éclatent sur le futur nom de la station. Le facteur décisif est l'extension de la ligne de métro U8, qui doit avoir une gare à Wittenau. Comme les plans datent d'avant l'arrivée du S-Bahn, le BVG choisit délibérément le nom de Wilhelmsruher Damm pour sa station de métro. Après 1984, ce nom est également destiné à la station S-Bahn, mais n'est pas adopté. Depuis lors, seul l'ajout de Wilhelmsruher Damm orne les panneaux de la gare.

## Station de métro

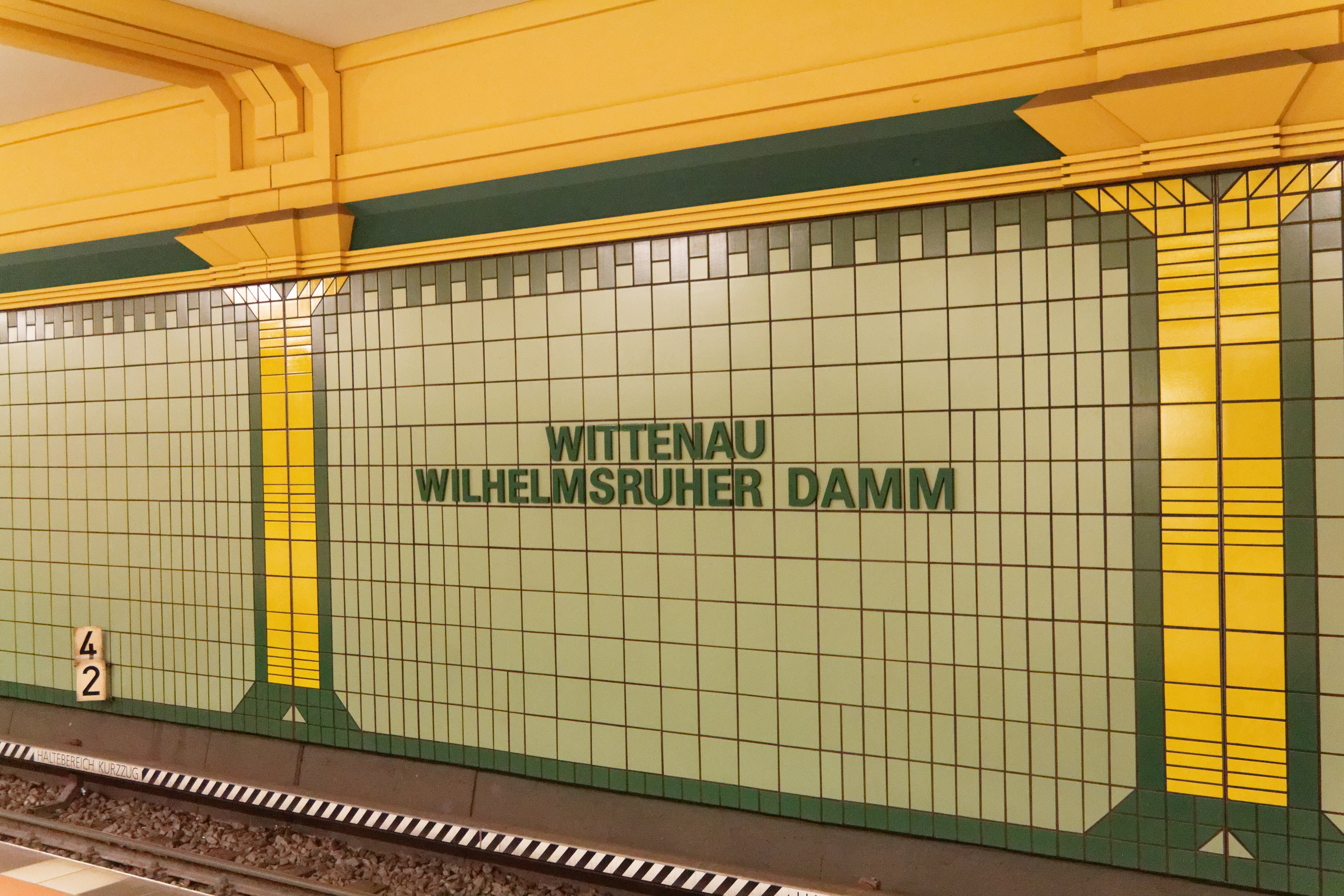
Station de métro Wittenau

## Gare régionale en projet
Dans le plan à moyen terme du Sénat de Berlin (jusqu'en 2025), la gare doit être agrandie pour inclure une gare régionale. En 2012, la Deutsche Bahn examine la nécessaire reconstruction des voies ferrées longue distance du chemin de fer du Nord de Berlin entre Gesundbrunnen et Birkenwerder.

## Connexion
La gare est desservie par les lignes S1 et S85 du S-Bahn ainsi que par la ligne U8 du métro  desservi. La plupart des lignes de bus M21, X21, X33, 122, 124 et N8, avec lesquelles il existe des correspondances, offrent une connexion vers le Märkisches Viertel.